# Polygonum oxyspermum
Polygonum oxyspermum là một loài thực vật có hoa trong họ Rau răm. Loài này được C.A.Mey. & Bunge miêu tả khoa học đầu tiên năm 1824.